# Али Кембел
Алистер Ијан Кембел (енгл. Alistair Ian Campbell; Бирмингем, 15. фебруар 1959) је енглески певач и текстописац, најпознатији као дугогодишњи фронтмен бенда UB40.
Кембел је рођен у Бирмингему. Син је некадашњег шкотског народног певача, Ијана Кембела.
Прве музичке инструменте купује новцем који је добио у свађи у бару током прославе свог 17. рођендана. Године 1978. браћа Али и Робин Кембел су основали музички састав UB40. Група UB40 је продала преко 70 милиона албума широм света и са њом је обишао земљину куглу за 30 година. Кембел је 2008. напустио групу и започео соло каријеру. Године 2012. најављен је као један од троје чланова жирија у ТВ емисији New Zealand's Got Talent (слична емисија српској верзији Ја имам таленат!). Навијач је фудбалског клуба Бирмингем сити.

## Дискографија
- Big Love (1995)
- Running Free (2007)
- Flying High (2009)
- Great British Songs (2010)